# Романов, Павел Минаевич
Па́вел Мина́евич Рома́нов (29 сентября 1905, Чита — 13 мая 1944, Ушачский район, Витебская область) — участник Великой Отечественной войны, один из руководителей коммунистического подполья и партизанского движения на временно оккупированной территории Белоруссии, командир бригады «За Советскую Белоруссию», Герой Советского Союза (15.08.1944, посмертно).

## Биография
Павел Романов родился 29 сентября 1905 года в Чите. После установления Советской власти в Белоруссии проживал и работал в Гомеле. В 1927—1929 годах проходил службу в Рабоче-крестьянской Красной Армии. Демобилизовавшись, работал на партийных должностях.
С начала Великой Отечественной войны участвовал в боях с немецкими войсками.
Оставшись на оккупированной территории, стал участвовать в подпольном движении. С мая 1942 года Романов занимал должность второго секретаря Суражского подпольного райкома ВКП(б), а с сентября того же года — первого секретаря Бешенковичского подпольного райкома ВКП(б).
8 октября 1942 года он был назначен командиром партизанской бригады «За Советскую Белоруссию», которая под его руководством успешно действовала в составе Полоцко-Лепельского партизанского соединения в Витебской области Белорусской ССР, принимала участие в освобождении от фашистской оккупации обширной территории, нанеся врагу большие потери.
13 мая 1944 года Романов возглавил отряд прикрытия и принял бой с превосходящими силами противника, отвлекая его на себя, пока основные силы бригады вырывались из фашистского окружения. В том бою Романов погиб. Похоронен в городе Ушачи Витебской области Белоруссии.

## Награды и звания
Указом Президиума Верховного Совета СССР от 15 августа 1944 года за «образцовое выполнение боевых заданий в тылу врага, особые заслуги в развитии партизанского движения в Белоруссии, проявленные при этом отвагу и геройство» Павел Романов посмертно был удостоен высокого звания Героя Советского Союза.
Также был награждён орденами Ленина, Красного Знамени и Отечественной войны I степени, многими медалями.

## Память
- В честь Романова названы улицы в Добруше и Бешенковичах, а также совхоз в Бешенковичском районе[2].
- В Бешенковичах установлен бюст Героя Советского Союза П. Романова, около районного историко-краеведческого музея (2024)[3].